# Johannes VII Palaiologos
Johannes VII Paleologus (Grieks: Ἰωάννης Ζ′ Παλαιολόγος) (ca. 1370 – Thessaloniki 22 september 1408), was een Byzantijns keizer uit het huis der Paleologen; hij was de kleinzoon van Johannes V en de zoon van Andronicus IV. 
In 1373 werd hij bij de strijd om de troon van Johannes V door zijn grootvader blind gemaakt, maar, met zijn vader, wiens medekeizer hij was, werd hij in de usurpatie van 1376–1379 in 1379 als troonopvolger erkend.
In 1390 veroverde hij, met de hulp van de Turkse sultan Bajezid I, de troon, maar verloor hem nog in hetzelfde jaar aan zijn oom Manuel II, die Johannes V en zichzelf, als vazal van de sultan, aan de macht bracht. Met Manuel verzoend, nam hij het keizerlijk regentschap waar tijdens diens reis naar West-Europa (1399–1403). 
Nadien fungeerde hij daarop als deelkeizer in het gebied van Saloniki (1404–1408). Mogelijk was deze verwijdering te wijten aan het feit dat Johannes zijn zoon als Andronicus V tot medekeizer en troonopvolger had laten kronen. Na zijn dood in 1408 werd zijn neef Andronikos despoot van Thessaloniki.